# Communauté de communes Ouest-Anjou
La communauté de communes Ouest-Anjou est une ancienne communauté de communes française située dans le département de Maine-et-Loire et la région Pays de la Loire.
Elle se situait dans le Segréen et faisait partie du syndicat mixte Pays de l'Anjou bleu, Pays segréen.

## Historique
La communauté de communes Ouest Anjou est créée en 1996, par arrêté préfectoral du 13 août.
Ses statuts sont modifiés en 2006 puis en 2011, avec l'ajout de la compétence en matière d'équipements immobiliers de santé. En 2012, elle étend ses compétences dans les domaines de la culture, du tourisme et du sport.
Le 28 décembre 2015, la commune de La Pouëze quitte la communauté de communes à la suite de son incorporation au sein de la commune nouvelle d'Erdre-en-Anjou, dont elle est devenue commune déléguée.
Le 15 décembre 2016, les communes de La Cornuaille, Le Louroux-Béconnais et Villemoisan constituent la commune nouvelle de Val d'Erdre-Auxence.
Le schéma départemental de coopération intercommunale de Maine-et-Loire, approuvé le 22 janvier 2016 par la commission départementale de coopération intercommunale, envisage la fusion de la communauté de communes Ouest-Anjou avec la communauté de communes du Haut-Anjou et la communauté de communes de la région du Lion-d'Angers. Cette fusion est effective le 1er janvier 2017 sous le nom de communauté de communes des Vallées du Haut-Anjou.

## Territoire communautaire

### Composition
Avant sa dissolution en fin 2016, la communauté de communes Ouest Anjou regroupait quatre communes :
| Nom                       | Code Insee | Gentilé            | Superficie (km2) | Population (dernière pop. légale) | Densité (hab./km2) |
| ------------------------- | ---------- | ------------------ | ---------------- | --------------------------------- | ------------------ |
| Bécon-les-Granits (siège) | 49026      | Béconnais          | 46,17            | 2 790 (2014)                      | 60                 |
| Val d'Erdre-Auxence       | 49183      |                    | 130,24           | 4 755 (2014)                      | 37                 |
| Saint-Augustin-des-Bois   | 49266      | Saint-Augustinois  | 27,28            | 1 210 (2014)                      | 44                 |
| Saint-Sigismond           | 49321      | Saint Sigismondais | 12,72            | 365 (2014)                        | 29                 |

## Politique et administration

### Siège
Le siège de la communauté de communes était fixé à la mairie de Bécon-les-Granits.

### Présidence
| Période | Période | Identité         | Étiquette | Qualité                                                                                              |
| ------- | ------- | ---------------- | --------- | --- |
| 2001    | 2014    | Marcel Pichavant | DVD       | Maire de Bécon-les-Granits (1989-2014) Conseiller général du canton du Louroux-Béconnais (2001-2008) |
| 2014    | 2016    | Michel Bourcier  | DVD       | Maire du Louroux-Béconnais (2004-2016) Conseiller général du canton du Louroux-Béconnais (2008-2015) |

### Compétences
En tant qu'établissement public de coopération intercommunale (EPCI), la communauté de communes Ouest-Anjou (CCOA) avait pour vocation de réunir les forces de plusieurs communes dans les domaines d'intervention suivants :

#### Compétences obligatoires
- Aménagement de l'espace (schéma de cohérence territoriale et schéma de secteur, aménagement des sentiers de randonnées, constitution de réserves foncières, système d’Informations Géographiques (SIG), aménagement rural),
- actions de développement économique intéressant l’ensemble de la communauté (aménagement, entretien et gestion de zones d’activités d'intérêt communautaire et autres actions de développement économique) ;

#### Compétences optionnelles
- Protection et mise en valeur de l’environnement (collecte et le traitement des déchets ménagers et assimilés),
- politique du logement et du cadre de vie (programme Local de l’Habitat (PLH), programme d’actions en faveur de l’habitat),
- création, aménagement et entretien de voirie d’intérêt communautaire,
- action sociale d'intérêt communautaire (halte-garderie, relais assistantes maternelles, crèche collective, service de portage de repas, Centre Local d’Information et de Coordination gérontologique, insertion économique des jeunes et des adultes),
- assainissement (contrôle des dispositifs d’assainissements non collectifs) ;

#### Compétences facultatives
- Politique culturelle d'intérêt communautaire (découverte artistique, sensibilisation aux arts, développement du lien social, divertissement),
- informatisation des écoles primaires,
- école de musique
- énergies renouvelables (création et développement de l’énergie éolienne),
- construction et entretien d’équipements immobiliers liés aux activités de santé d’intérêt communautaire (pôles de santé, maisons médicales et paramédicales, cabinets satellites),
- réseau intercommunal des bibliothèques,
- action de promotion et de développement touristique,
- politique sportive d’intérêt communautaire ;

#### Autres services
- Prestations de service pour ses communes membres ou d’autres communes ou d’autres établissements publics de coopération intercommunale.

## Population

### Démographie
| 2006  | 2009   | 2012   | 2013   | 2014  |
| ----- | ------ | ------ | ------ | ----- |
| 9 527 | 10 196 | 10 700 | 10 893 | 9 120 |

### Logement
On comptait en 2009, sur le territoire de la communauté de communes, 4 162 logements, pour un total sur le département de 360 144. 92 % étaient des résidences principales, et 68 % des ménages en étaient propriétaires.

### Revenus
En 2010, le revenu fiscal médian par ménage sur la communauté de communes était de 16 890 €, pour une moyenne sur le département de 17 632 €.

## Économie
Sur 782 établissements présents sur l'intercommunalité à fin 2010, 35 % relevaient du secteur de l'agriculture (pour 17 % sur l'ensemble du département), 7 % relevaient du secteur de l'industrie, 10 % du secteur de la construction, 35 % du secteur du commerce et des services (pour 53 % sur le département) et 13 % de celui de l'administration et de la santé.